# Piazza Colonna

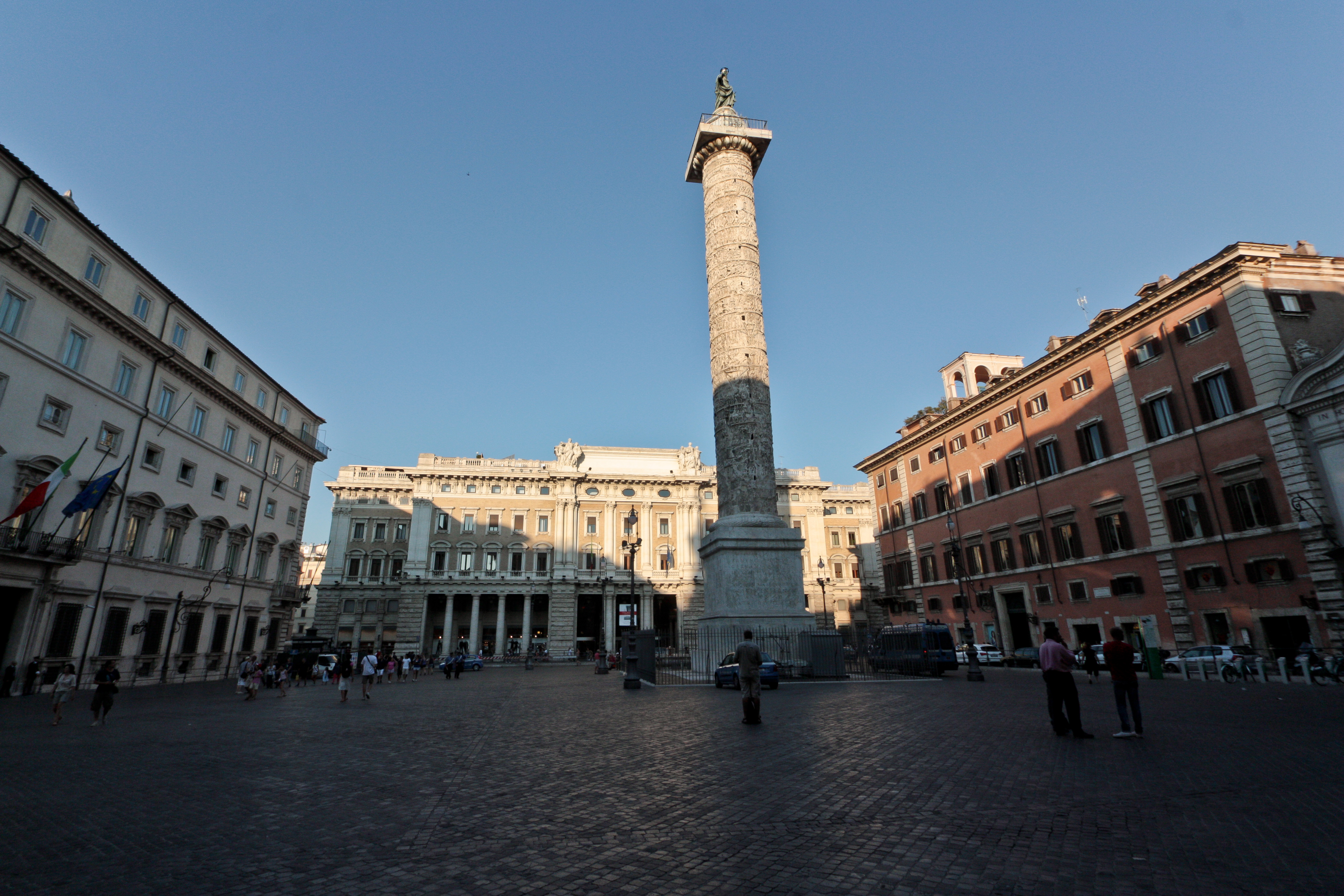
Piazza Colonna mit Mark-Aurel-Säule, Palazzo Chigi (links), Galleria Alberto Sordi (Mitte) und Palazzo Ferrajoli (rechts)

Die Piazza Colonna ist ein Platz im Zentrum von Rom und liegt im Stadtteil Colonna an der Via del Corso. Sowohl der Platz als auch der Stadtteil sind nach der Mark-Aurel-Säule benannt, die auf dem (wörtlich übersetzt) „Säulenplatz“ steht.
Der Platz hat im politischen Leben Italiens eine große Bedeutung, da sich an seiner Nordseite der Palazzo Chigi mit dem Amt des Ministerpräsidenten befindet. Unmittelbar angrenzend, im Nordwesten des Platzes, liegt der Palazzo Montecitorio mit der Abgeordnetenkammer des Parlaments. Die westliche Begrenzung bildet der Palazzo Wedekind, im Süden befinden sich unter anderem die Kirche Santi Bartolomeo ed Alessandro dei Bergamaschi und der Palazzo Ferrajoli. Im Osten vervollständigt das Einkaufszentrum Galleria Alberto Sordi das Gebäudeensemble.
In der Nähe der Mark-Aurel-Säule steht ein Brunnen, der 1576–1577 nach dem Entwurf von Giacomo della Porta im Auftrag von Papst Gregor XIII. entstand. Der Marmor des Brunnens stammt aus Carrara.
An der Ostseite der Piazza Colonna führt die Via del Corso nach Norden zur Piazza del Popolo und nach Süden zur Piazza Venezia. Etwa 200 Meter östlich liegt der Trevi-Brunnen, westlich die Piazza Navona.

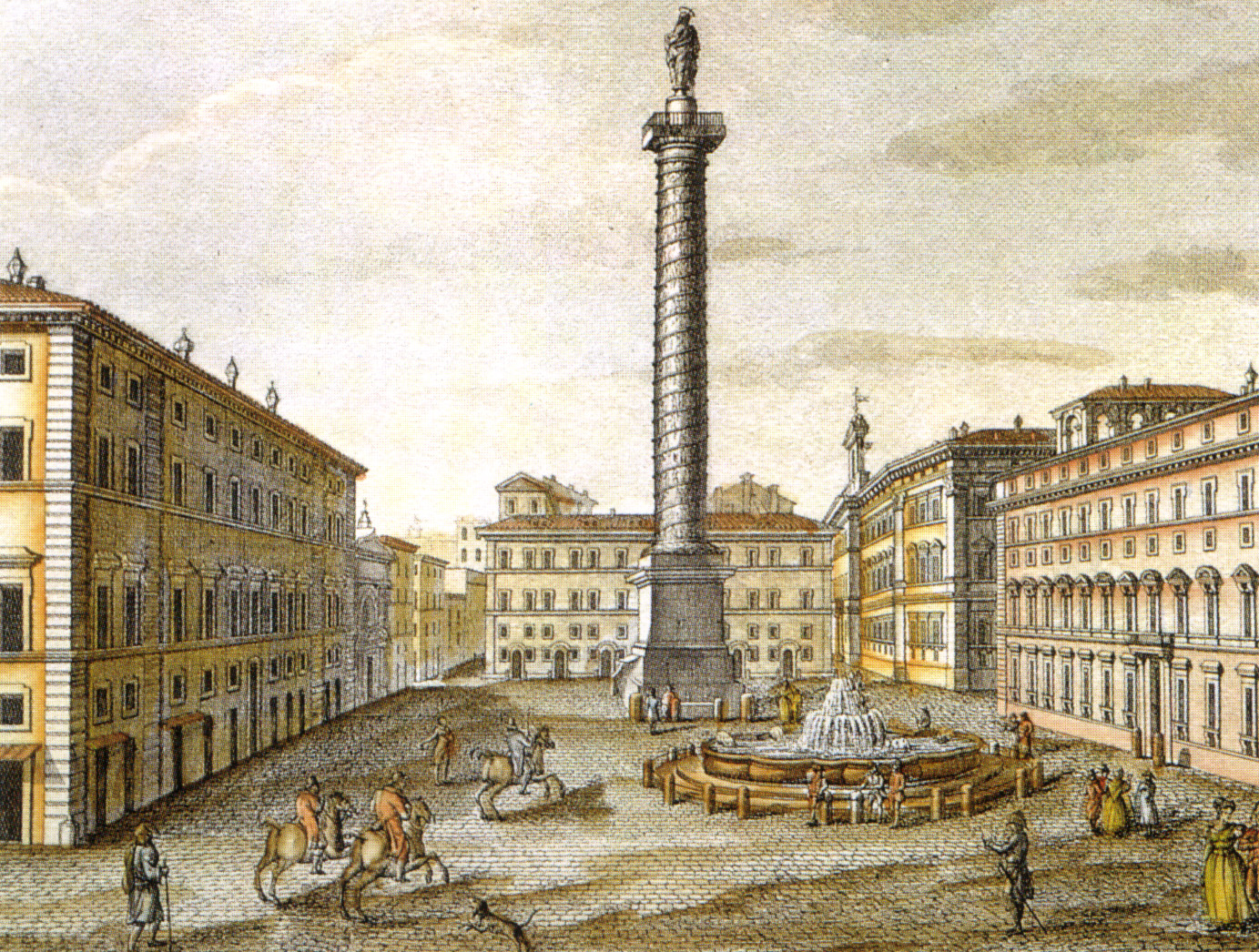
Piazza Colonna im 19. Jahrhundert
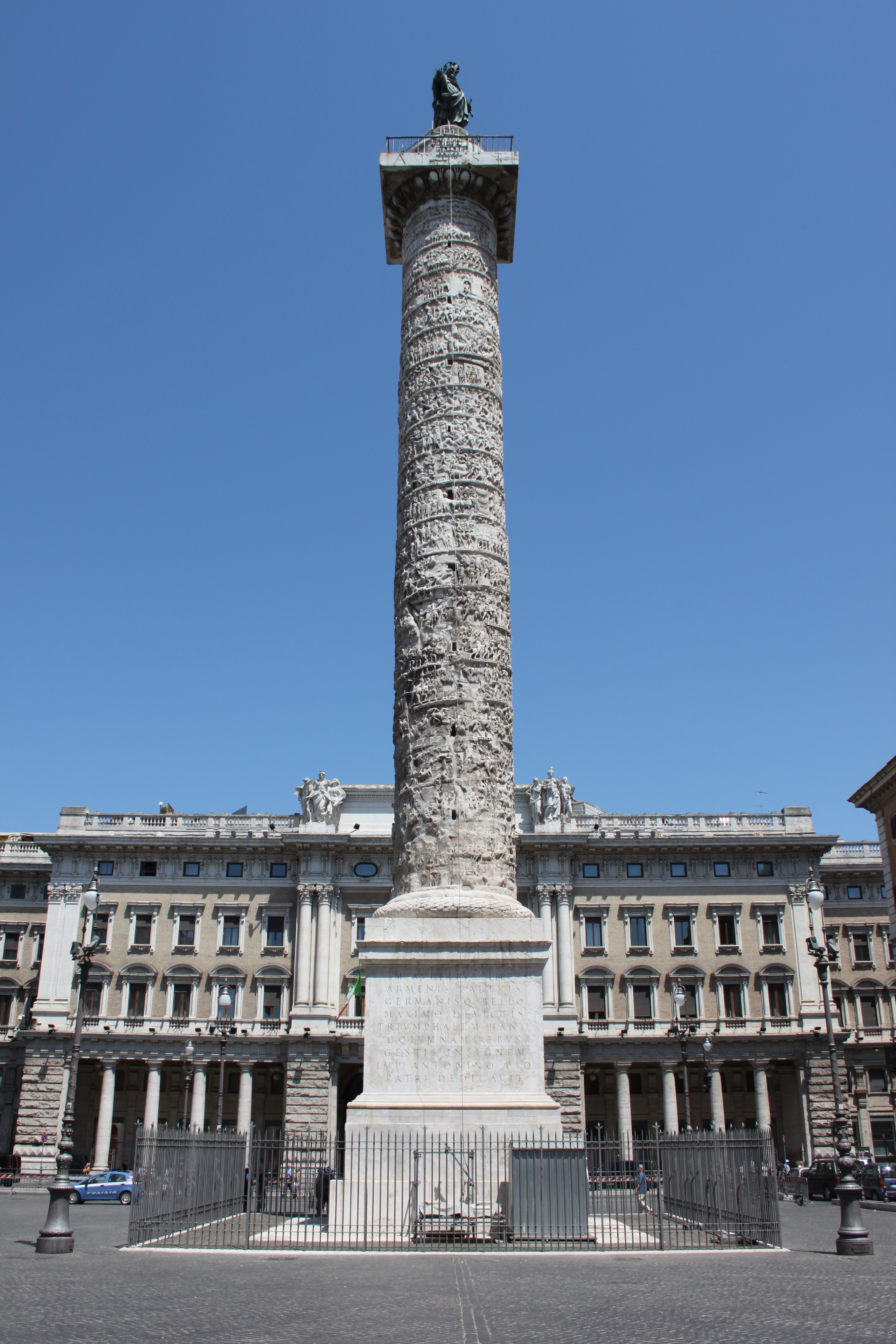
Mark-Aurel-Säule auf der Piazza Colonna